# العقلة (الدوادمي)
العقلة، هي قرية من فئة (أ) تقع في محافظة الدوادمي، والتابعة لمنطقة الرياض في السعودية. وتبعد العقلة عن محافظة الدوادمي بمسافة تقارب () كم.